# Critérium International 2010
| Endstand nach der 3. Etappe | Endstand nach der 3. Etappe | Endstand nach der 3. Etappe |
| --------------------------- | --------------------------- | --------------------------- |
| Sieger                      | Pierrick Fédrigo            | 7:11:59 h                   |
| Zweiter                     | Michael Rogers              | + 0:14 min                  |
| Dritter                     | Tiago Machado               | + 0:15 min                  |
| Vierter                     | Samuel Sánchez              | + 0:19 min                  |
| Fünfter                     | David Millar                | gl. Zeit                    |
| Sechster                    | Cadel Evans                 | + 0:22 min                  |
| Siebter                     | Christopher Horner          | + 0:25 min                  |
| Achter                      | Maxime Monfort              | + 0:26 min                  |
| Neunter                     | Ben Hermans                 | + 0:35 min                  |
| Zehnter                     | Beñat Intxausti             | + 0:39 min                  |
| Punktewertung               | Pierrick Fédrigo            | 25 P.                       |
| Zweiter                     | David Millar                | 15 P.                       |
| Dritter                     | Russell Downing             | 15 P.                       |
| Bergwertung                 | Pierre Rolland              | 12 P.                       |
| Zweiter                     | Cédric Pineau               | 10 P.                       |
| Dritter                     | Dimitri Champion            | 8 P.                        |
| Nachwuchswertung            | Tiago Machado               | 7:12:14 h                   |
| Zweiter                     | Ben Hermans                 | + 0:20 min                  |
| Dritter                     | Beñat Intxausti             | + 0:24 min                  |
| Teamwertung                 | Team RadioShack             | 21:37:12 h                  |
| Zweiter                     | Caisse d’Epargne            | + 1:19 min                  |
| Dritter                     | Team HTC-Columbia           | + 1:29 min                  |

Das 79. Critérium International ist ein Rad-Etappenrennen, das vom 27. bis 28. März 2010 stattfand. Es wurde in einer Flachetappe, einer schweren Bergetappe und einem kurzen Einzelzeitfahren über eine Gesamtdistanz von 258,2 Kilometern ausgetragen. Es ist Teil der UCI Europe Tour 2010 und dort in die höchste Kategorie 2.HC eingestuft.

## Teilnehmerfeld
Am Critérium International 2010 nahmen 9 UCI ProTeams und 8 UCI Professional Continental Teams teil.
UCI ProTeams
 ag2r La Mondiale
 Astana
 Caisse d’Epargne
 Euskaltel-Euskadi
 Française des Jeux
 Garmin-Transitions
 Team HTC-Columbia
 Team RadioShack
 Team Sky
UCI Professional Continental Teams
 Bbox Bouygues Télécom
 BMC Racing Team
 Bretagne-Schuller
 Cofidis
 Roubaix Lille Métropole
 Saur-Sojasun
 Skil-Shimano
 Vacansoleil

## Etappen
| Etappe     | Tag      | Start-Ziel                  | km        | Etappensieger    | Führender        |
| ---------- | -------- | --------------------------- | --------- | ---------------- | ---------------- |
| 1. Etappe  | 27. März | Porto-Vecchio–L’Ospédale    | 175,5     | Pierrick Fédrigo | Pierrick Fedrigo |
| 2a. Etappe | 28. März | Porto-Vecchio–Porto-Vecchio | 75        | Russell Downing  | Pierrick Fedrigo |
| 2b. Etappe | 28. März | Porto-Vecchio–Porto-Vecchio | 7,7 (EZF) | David Millar     | Pierrick Fedrigo |